# Antoine Louis Philibert Bailleul
Antoine Louis Philibert Bailleul est un homme politique français né le 7 octobre 1751 à La Ferté-Bernard (Sarthe) et décédé le 24 juillet 1807 à Bellême.
Avocat, président du tribunal de Bellême, il est député du tiers état pour la bailliage du Perche de 1789 à 1791. Il est élu député de l'Orne au Conseil des Cinq-Cents le 27 germinal an V mais en est exclu après le coup d'État du 18 fructidor an V.